# Martin Hardie
Martin Hardie (Alexandria, 22 april 1976) is een Schotse voetballer (middenvelder) die sinds 2011 voor de Schotse eersteklasser Dunfermline Athletic FC uitkomt. Voordien speelde hij onder meer voor Partick Thistle FC, Kilmarnock FC en St. Johnstone FC.